# Jackpot (tøjkæde)
 For alternative betydninger, se Jackpot (flertydig). (Se også artikler, som begynder med Jackpot)
Jackpot er en dansk tøjkæde.
Kæden var oprindelig ejet af IC Companys, men i maj 2013 blev Jackpot sammen med søsterkæden Cottonfield solgt til COOP.